# ماریو دل موناکو
ماریو دل موناکو (به ایتالیایی: Mario Del Monaco)،(زاده ۲۷ ژوئیه 1915 - درگذشته ۱۶ اکتبر ۱۹۸۲ )،خواننده اپرا تنور ایتالیایی بود که به واسطه صدای قدرتمندش در جهان مورد تحسین قرار گرفت.